# Brett Matthews
Pour les articles homonymes, voir Matthews.
Brett Matthews est un scénariste américain de comics et de séries télévisées.

## Biographie

### Études
Matthews est diplômé de l'Université Wesleyenne en 1999.

### Carrière

#### Télévision
Il a été l'assistant de Joss Whedon sur les séries Buffy contre les vampires, Angel et Firefly. Il a écrit l'épisode de Firefly Mission secours. En 2004, il a écrit le scénario du dessin animé direct to DVD Les Chroniques de Riddick : Dark Fury.
Il travaille depuis 2012 sur Vampire Diaries.

#### Comics
En comics, Matthews a co-écrit les mini-séries préquelles du film Serenity : Those Left Behind et Better Days avec Whedon.
Il est depuis 2006 scénariste d'une série de comics The Lone Ranger pour Dynamite Entertainment.
Il a aussi écrit des épisodes spéciaux de Daredevil, Spider-Man et Wolverine pour Marvel Comics.

## Nominations
Le travail de Matthews a eu des nominations au prix Hugo : en 2004 pour le scénario de l'épisode Mission secours de Firefly) dans la catégorie « Meilleure série ou court-métrage » et en 2009 pour celui de Serenity: Better Days dans la catégorie « meilleur roman graphique ».